# Le Verbe médias
 (juin 2024).
L'article doit être relu — et modifié si nécessaire — par des contributeurs indépendants pour apporter un regard critique aux contributions effectuées en violation des conditions d'utilisation de Wikipédia, tant sur la forme (notamment concernant le style encyclopédique, la proportionnalité) que sur le fond (la neutralité de point de vue, la qualité et l'indépendance des sources).
 (août 2020).
Si vous disposez d'ouvrages ou d'articles de référence ou si vous connaissez des sites web de qualité traitant du thème abordé ici, merci de compléter l'article en donnant les références utiles à sa vérifiabilité et en les liant à la section « Notes et références ».
En pratique : Quelles sources sont attendues ? Comment ajouter mes sources ?
 (août 2020).
Le Verbe médias est une organisation médiatique catholique québécoise qui publie en versions papier et web le magazine Le Verbe, produit des émissions de radio, des balados et des capsules vidéo et maintient une présence sur les réseaux sociaux. Le magazine de 24 pages est publié six fois par année et est distribué gratuitement en présentoirs ; un numéro spécial de 116 pages est publié deux fois par année. La mission que s'est donnée l'organisation est de témoigner de l'espérance chrétienne dans l'espace médiatique en conjuguant la foi catholique et la culture contemporaine.

## Histoire
En 1975, Paul Bouchard, fonde Esprit vivant à Montréal à l'interpellation de Paul VI qui encourage les chrétiens à s’impliquer dans les moyens de communication sociale.
L’organisme change de nom à plusieurs reprises : L’Informateur catholique (1981), Le Nouvel informateur catholique (1999), La vie est belle ! (2012) et Le Verbe (2015).
En 2019, l’organisme redéfinit sa mission et devient Le Verbe médias ce qui met en valeur le développement multimédia dans la production.

## Productions et contenus
L'ensemble des productions du Verbe médias sont offertes gratuitement au public. L'organisation produit un magazine en versions papier et web, des émissions et des contenus qui alimentent sa présence sur les réseaux sociaux.
Le magazine Le Verbe imprime deux publications :
- un magazine de 24 pages, publié six fois par année et distribué aux abonnés et en présentoir;
- un numéro spécial de 116 pages, publié deux fois par année et disponible uniquement par abonnement;
- des articles en libre accès sur le site web du Verbe médias.

Le Verbe produit également des émissions destinés à la radiodiffusion, à la télédiffusion et aux réseaux sociaux :
- le talk-show On n'est pas du monde;
- Les Verbomoteurs, une émission hebdomadaire d'analyse de l'actualité politique, religieuse et culturelle;
- Repères, animée par Louis-André Richard qui propose de grandes conversations avec les penseurs de l'heure.

## Équipe
Collaborateurs
En plus de l'équipe permanente des employés, 112 collaborateurs pigistes, rédacteurs et artistes, contribuent à la production d'articles sur le site Internet ou dans le magazine, ou encore à la production de chroniques pour les émissions et les balados du Verbe médias.

## Public visé
Le Verbe médias cherche à rejoindre plusieurs publics :
- ceux qui n'ont pas la foi et sont éloignés de l'Église
- ceux qui sont en recherche spirituelle
- les croyants, catholiques ou non, intéressés par l'actualité analysée d'un point de vue chrétien.

## Prix et distinctions
Le 20 octobre 2016, Paul Bouchard reçoit le Prix Marie-Guyard de l’AMéCO (Association des médias catholiques et œcuméniques). « Ce prix honore une personne membre de l’Association des médias catholiques et œcuméniques qui a une influence importante dans l’univers des périodiques de chez nous. »
En mars 2019, Le Verbe gagne deux prix LUX. Ce prix québécois « récompense les meilleurs réalisations visuelles dans le domaine de la photographie et de l'illustration. » Il a remporté le Prix Reportage Actualité pour deux reportages: « Guerre d'usure » réalisé par Raphaël de Champlain et « Le travail de nos mains » réalisé par Elias Djemil.
En janvier 2024, Sarah-Christine Bourihane, journaliste au Verbe médias, s'est vu décerner le prix international du Père-Jacques-Hamel de la Fédération des médias catholiques pour le portrait de soeur Gilberte Bussière, « Captive sous Boko Haram, libre en Dieu », paru dans Le Verbe en mars-avril 2023. Le prix du Père Jacques Hamel vise à honorer sa mémoire et récompenser un travail journalistique mettant en lumière des initiatives en faveur de la paix et du dialogue interreligieux